# Клятва верности флагу США
Клятва верности американскому флагу — клятва американцев в верности своей стране, произносимая ими перед флагом США.

## Современный текст клятвы
Я клянусь в верности флагу Соединённых Штатов Америки и республике, которую он символизирует, одной нации под Богом, неделимой, со свободой и справедливостью для всех.
Оригинальный текст (англ.)
I pledge allegiance to the flag of the United States of America and to the Republic for which it stands, one Nation under God, indivisible, with liberty and justice for all.

## История
Текст клятвы и описание церемонии были предложены христианским социалистом Френсисом Беллами в 1892 году к 400-летию открытия Америки. Впервые клятву верности флагу США произносили школьники в государственных школах на юбилейных торжествах в День Колумба в октябре 1892 года во время церемонии поднятия государственного флага.
Первоначальный текст:

Я клянусь в верности своему флагу и республике, которую он символизирует:
единой неделимой нации со свободой и справедливостью для всех.

Хотя клятва была опубликована анонимно и авторским правом не защищена, но известно, что автором текста клятвы был Френсис Беллами — председатель Национального комитета, планировавшего юбилейные торжества. Он работал в журнале для молодёжи, где и был напечатан текст клятвы с описанием сопровождающего жеста.

По сигналу руководителя ученики строятся в шеренги, руки по бокам внизу, равнение на флаг. По второму сигналу каждый ученик отдаёт честь в воинском приветствии — правая рука поднимается ладонью вниз к линии лба и касается его. Стоя таким образом, все медленно повторяют вместе: «Я клянусь в верности своему флагу и республике, которую он символизирует: единой неделимой нации со свободой и справедливостью для всех». При словах «своему флагу» правая рука изящно поднимается ладонью вверх, в сторону флага, и остаётся в этом жесте до конца клятвы, после чего все сразу же опускают руки по бокам вниз.— The Youth’s Companion, 65 (1892): 446–447
Автором жеста был Джеймс Апхэм, работавший в издательстве, выпускавшем этот журнал. Ритуал клятвы стали называть салют Беллами.
В 1923 году нечёткое выражение «свой флаг» было заменено на более определённое: «флаг Соединённых Штатов», так как для вновь прибывающих иммигрантов оно приобретало двусмысленное значение и могло обозначать флаг той страны, откуда они приехали. В 1924 году эта фраза была ещё более уточнена: «флаг Соединённых Штатов Америки».
22 июня 1942 года клятва получила официальное признание Конгресса и была включена в Кодекс о флаге США. Изменился ритуал, чтобы убрать схожесть жеста с нацистским приветствием — клятву стали произносить, положив правую руку ладонью на сердце.
В 1945 году было утверждено официальное название: «Клятва верности флагу».
В 1954 году в текст клятвы по инициативе сенатора Фергюсона на законодательном уровне внесено последнее изменение: после слов «одна нация» добавлены слова «под Богом».
В 2002 году Апелляционный суд девятого округа США вынес решение о неконституционности текста клятвы на основании того, что упоминание Бога нарушает один из пунктов Первой поправки к Конституции США, запрещающий Конгрессу издавать законы, учреждающие государственную религию. В 2004 году Верховный суд США отменил это решение по процессуальным мотивам без рассмотрения конституционности текста клятвы.
В 2005 году Апелляционный суд девятого округа США после повторной подачи группового иска родителей вновь принял решение о неконституционности клятвы и постановил, что в школах, где учатся дети заявителей, клятву верности флагу читать нельзя.

## Ритуал
Воинское приветствие для гражданских лиц было заменено жестом «рука у сердца»: перед клятвой ладонь правой руки тыльной стороной обращалась вниз на уровне груди. Начинали произносить текст клятвы. При словах «своему флагу» рука резко вскидывалась вверх и оставалась в таком положении до конца клятвы. Данный жест назывался «салютом Беллами».
В 1942 году в связи со сходством «салюта Беллами» с нацистским приветствием Конгресс принял решение впредь произносить клятву, положив правую руку ладонью на сердце.
Кодекс о флаге США установил также ритуал для мужчин в головных уборах (снимать головной убор правой рукой и, касаясь им левого плеча, держать правую руку на сердце), а также для военных (стоять лицом к флагу по стойке «смирно» и выполнять воинское приветствие).
Согласно Кодексу о флаге США, теперь любые изменения в тексте клятвы должны производиться с согласия президента.

## Практика
Верховный суд США в 1943 году постановил, что детей нельзя принуждать к произнесению клятвы. Но и поныне в США большинство воспитанников детских садов и школьников под руководством воспитателей или учителей проговаривает её каждое утро или достаточно регулярно. Практика применения ритуала разнообразна. Например, в штате Техас ежедневно помимо клятвы верности американскому флагу произносится аналогичная клятва верности флагу штата. В штате Миссури школьники произносят клятву раз в неделю, в штате Миссисипи — раз в месяц.
Из пятидесяти американских штатов в тридцати трёх клятва верности законодательно утверждена к произнесению, причём в одиннадцати из них произносится изначальный вариант клятвы, где Бог не упоминается. В шести штатах клятва к произнесению не рекомендована, а в остальных одиннадцати — администрация каждой школы решает этот вопрос самостоятельно.
Клятва верности также звучит на официальных мероприятиях и на церемониях получения гражданства США.

## Клятва в культуре
- В самом начале американского фильма «Правосудие для всех» (англ. …And Justice for All) детский голос произносит за кадром Клятву верности флагу США. На последних словах клятвы появляется название фильма, повторяющее последнюю строчку клятвы (для советского проката слово justice было переведено как «правосудие»). Фильм повествует о формализме и бездушии судебной системы США, работающей вопреки словам прочтённой клятвы, и о безуспешной борьбе главного героя, адвоката, за идеалы, провозглашённые в этой клятве.
- Название четвёртого альбома группы Metallica цитирует последнюю строчку клятвы.
- Песня «School Daze» американской рок-группы W.A.S.P. начинается с записи детей, скандирующих клятву. Центральные строчки песни — протест против лицемерного провозглашения клятвы …I pledge no allegiance and I bet, they gonna drive me crazy yet, I’m dying here and trying to be free.
- В песне «One Nation» группы Soulfly вступлением и завершением служат голоса детей, скандирующих клятву.
- В комиксе «Preacher» одна из глав, называется как последние слова верности флагу «И справедливость для всех».
- В песне «Mosh» Eminem-a вступлением служат голоса детей, скандирующих клятву (не до конца).
- В американском телесериале «Город хищниц» (второй сезон серия 17) главная героиня Джулс Кобб (Кортни Кокс) дважды делает ошибку при произношении Клятвы верности американскому флагу.
- В одной из серии мультсериала «Гравити Фолз» (1 сезон 8 серия) в секретном документе правительства США было сказано, что тот «кто произнесёт клятву верности наоборот, получит магические способности».
- В сериале «Все ненавидят Криса» не раз упоминается произнесение клятвы школьниками, в том числе в рэперском стиле.
- В фильме «Неделимые» (англ. Indivisible, 2018) детские голоса за кадром произносят текст клятвы в самом начале фильма: текст клятвы перекликается с названием фильма.
- В книге Гленна Гринвальда «With Liberty and Justice for Some: How the Law Is Used to Destroy Equality and Protect the Powerful» обыгрываются слова из клятвы верности флагу США с подмененой слов «для всех» на «для некоторых» (англ. for some).
- В телесериале «Детство Шелдона» (2 сезон, 19 эпизод) Шелдон Купер, став президентом школы, пытается убрать из клятвы слова «под Богом».